# Ala Patrui
Die Ala Patrui (deutsch Ala des Patruus) war eine römische Auxiliareinheit. Sie ist durch eine Inschrift belegt.

## Namensbestandteile
- Patrui: des Patruus. Einer der ersten Kommandeure der Einheit war vermutlich ein ansonsten unbekannter Patruus, nach dem die Ala benannt wurde.

Da es keine Hinweise auf den Namenszusatz milliaria (1000 Mann) gibt, war die Einheit eine Ala quingenaria. Die Sollstärke der Ala lag bei 480 Mann, bestehend aus 16 Turmae mit jeweils 30 Reitern.

## Geschichte
Die Ala wurde möglicherweise durch Caesar aufgestellt, entweder in Gallia Lugdunensis oder in Hispania. Sie nahm danach wahrscheinlich am Bürgerkrieg teil. 

## Standorte
Standorte der Ala sind nicht bekannt.

## Angehörige der Ala
Folgende Angehörige der Ala sind bekannt:
- M(arcus) Valerius, ein Decurio (CIL 9, 733)
- [P]atruus, vermutlich ein Kommandeur (AE 1983, 182)